# برتابییو
برتابییو (به اسپانیایی: Vertavillo) یک شهرستان در اسپانیا است که در استان پالنسیا واقع شده‌است.

## خصوصیات
برتابییو ۵۷ کیلومترمربع مساحت و ۲۱۶ نفر جمعیت دارد.